# Сандей (Внутренние Гебриды)
Са́ндей (англ. Sanday, гэльск. Sandaigh) — приливный остров в составе островов Смолл-Айлс, Внутренние Гебридские острова, область Хайленд, Шотландия, Великобритания.
Остров имеет примерные размеры 3 на 0,8 км, площадь — 1,84 км², высшая точка — 59 метров над уровнем моря. Сандей находится в непосредственной близости от острова Канна и во время отлива с одного на другой можно перейти по ваттам. В четырёх километрах к востоку расположен крупный остров Рам. Сандей и Канна образуют одну коммуну, называемую Канна, оба острова с 1981 года принадлежат Национальному тресту Шотландии.
На Сандее работает начальная школа, в которой обучаются дети с обоих островов: на 2009 год это были четыре ребёнка, двое из которых собственные дети единственного учителя. В 1905 году между островами был выстроен мост, который уничтожил ураган в 2005 году, но уже на следующий год мост был восстановлен в модернизированном виде. Самым высоким и старым зданием острова является бывшая католическая церковь Святого Эдварда, стоящая на отшибе от поселения. Сейчас в ней расположены хостел и образовательный центр.
По переписи 2001 года на Сандее проживали шесть человек, в 2011 году — девять в трёх домохозяйствах.

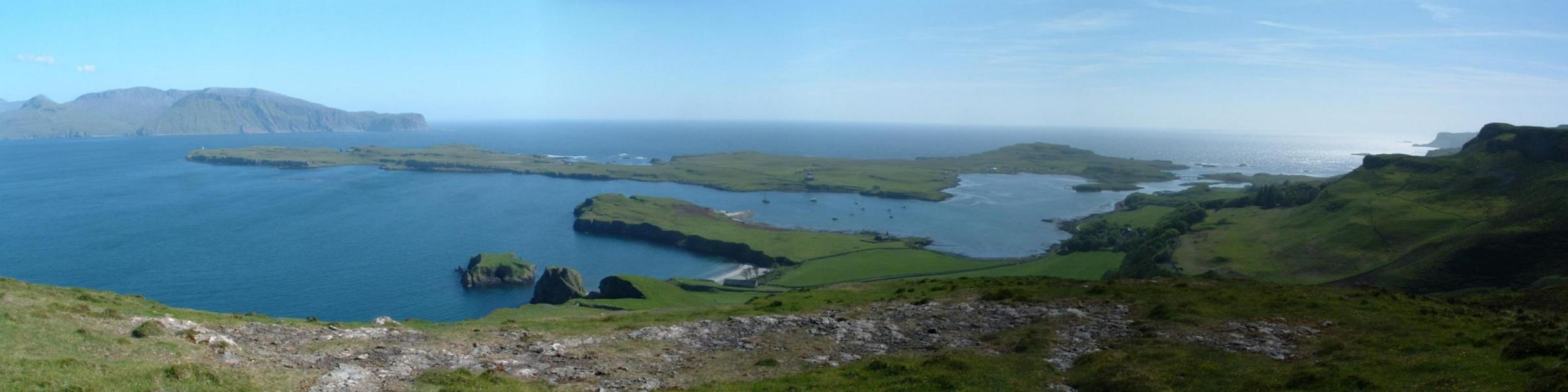
Фото с острова Канна: Сандей в центре (плоский зелёный), на заднем плане — остров Рам.